# 埃林佩林市鎮

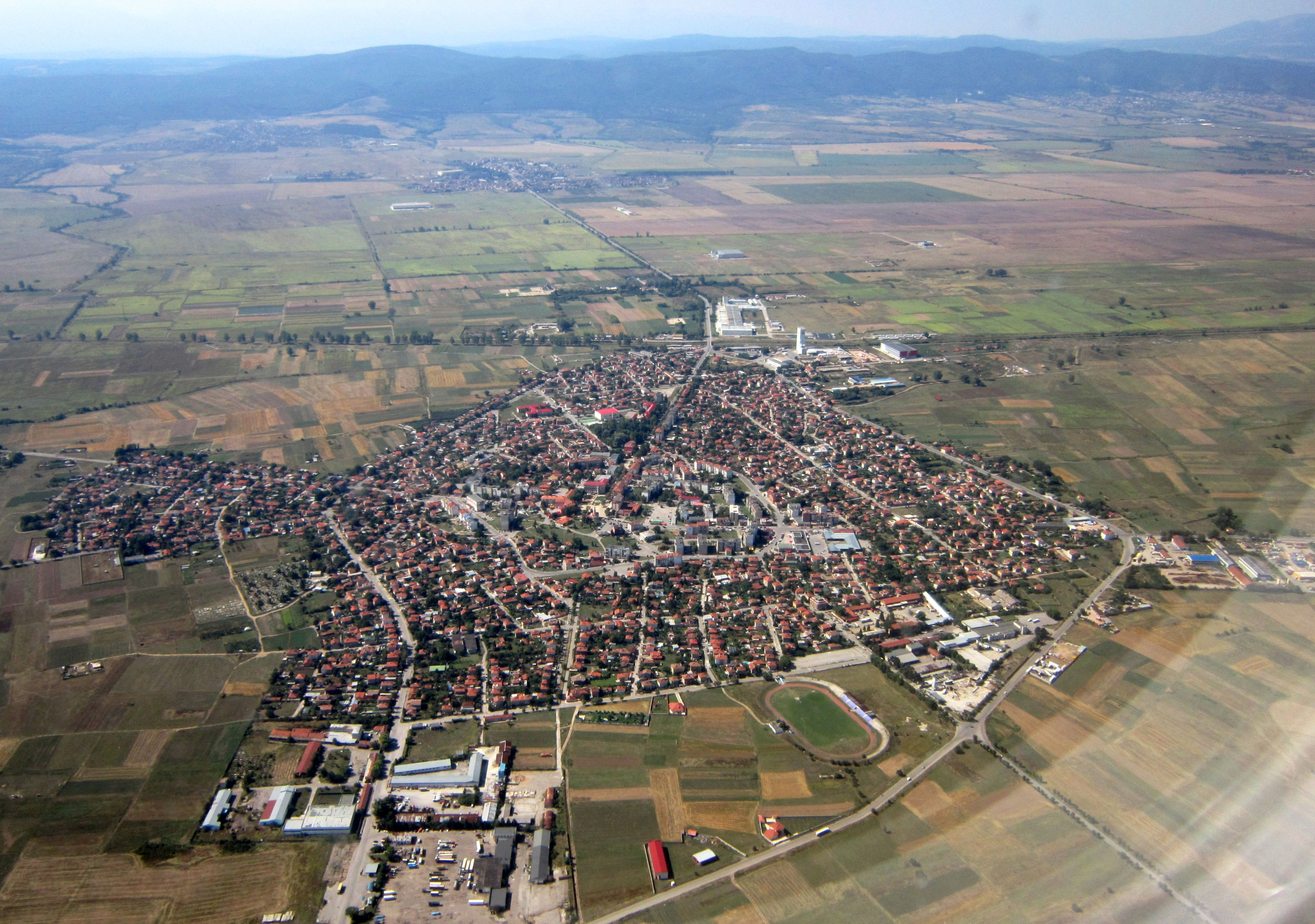
市镇中心上空照

42°40′N 23°36′E / 42.667°N 23.600°E
埃林佩林市鎮，是保加利亞西部索菲亞州的市鎮，行政中心为埃林佩林，面積408平方公里，2011年人口22,841，人口密度每平方公里55.98人。